# Meerbusch Challenger 2013
Il Meerbusch Challenger 2013, noto anche come Maserati Challenger, è stato un torneo di tennis facente parte della categoria ATP Challenger Tour nell'ambito dell'ATP Challenger Tour 2013. È stata la 1ª edizione del torneo che si è giocata a Meerbusch in Germania dal 12 al 18 agosto 2013 su campi in terra rossa e aveva un montepremi di €30.000+H.

## Partecipanti singolare

### Teste di serie
| Nazionalità | Giocatore         | Ranking* | Testa di serie |
| ----------- | ----------------- | -------- | -------------- |
| Paesi Bassi | Jesse Huta Galung | 108      | 1              |
| Rep. Ceca   | Jan Hájek         | 124      | 2              |
| Germania    | Simon Greul       | 164      | 3              |
| Spagna      | Pere Riba         | 168      | 4              |
| Germania    | Dustin Brown      | 176      | 5              |
| Rep. Ceca   | Jan Mertl         | 177      | 6              |
| Ucraina     | Ivan Serheev      | 178      | 7              |
| Germania    | Bastian Knittel   | 186      | 8              |

- Ranking al 5 agosto 2013.

### Altri partecipanti
Giocatori che hanno ricevuto una wild card:
- Pavol Červenák
- Filip Horanský
- Robin Kern
- Alexander Zverev

Giocatori che sono passati dalle qualificazioni:
- Miki Janković
- Gero Kretschmer
- Miliaan Niesten
- Aleksej Vatutin
- Yannick Mertens (lucky loser)

## Vincitori

### Singolare
Jan Hájek ha battuto in finale  Jesse Huta Galung con il punteggio di 6–3, 6–4

### Doppio
Rameez Junaid /  Frank Moser hanno battuto in finale  Dustin Brown /  Philipp Marx con il punteggio di 6–3, 7–6(4).